# Koinaka
Koinaka (яп. 恋仲 KOINAKA ~ Best Friends in Love, Любовь) — японский телесериал, премьера которого состоялась на канале Fuji TV 20 июля 2015 года по понедельникам в 21:00. Режиссёрами фильма были Хиро Канаи и Сёго Мияки. Сценарий был написан Саякой Кувамурой.
Главные роли исполнили Сота Фукуси, Хонда Цубаса и Сюхэй Номура.
Первый эпизод получил рейтинг аудитории 9,8 %, а третий эпизод зафиксировал самый высокий рейтинг в 11,9 % в регионе Канта.

## В ролях
- Сота Фукуси — Аои Миура, главный герой
- Хонда Цубаса — Акари Сэридзава, подруга детства Миуры
- Сюхэй Номура — Сёта Аои, друг детства Миуры
- Taiga (actor)[англ.] — Кохэй Канадзава, друг детства Миуры
- Sakurako Ohara[англ.] — Нанами Миура, младшая сестра Аои Миуры
- Yui Ichikawa[англ.] — Руико Саэки, бывшая девушка Миуры
- Yua Shinkawa[англ.] — Кадзуха Савада, работник Сёта Аои
- Mizuki Yamamoto[англ.] — Мирэй Томинага, старший работник компании Миура
- Yō Yoshida[англ.] — Марико Нива, председатель компании Miura
- Kaoru Kobayashi (actor)[англ.] — Хиротоми Сэридзава, отец Акари

## Эпизоды
| No. | Название       | Режиссёр   | Дата показа       | Рейтинг (%) |
| --- | -------------- | ---------- | ----------------- | ----------- |
| 1   | «君がいた夏»   | Хиро Канаи | июль 20, 2015     | 9.8         |
| 2   | «戻れない距離» | Хиро Канаи | июль 27, 2015     | 9.9         |
| 3   | «7年目の真実»  | Сёго Мияки | август 3, 2015    | 11.9        |
| 4   | «裏切り»       | Сёго Мияки | август 10, 2015   | 10.8        |
| 5   | «最後の花火»   | Сёго Мияки | август 17, 2015   | 11.8        |
| 6   | «決意»         | Сёго Мияки | август 24, 2015   | 9.5         |
| 7   | «告白»         | Хиро Канаи | август 31, 2015   | 10.6        |
| 8   | «結婚»         | Сёго Мияки | сентябрь 7, 2015  | 10.9        |
| 9   | «君がくれた夏» | Хиро Канаи | сентябрь 14, 2015 | 11.5        |

## Трансляция
В Шри-Ланке он транслировался по телевидению Derana с сингальскими субтитрами под названием Лучшие влюбленные друзья, премьера состоялась 7 июня 2018 года.